# كريشنيك كاتو
كريشنيك كاتو (بالألبانية: Kreshnik Qato‏) مواليد 13 أغسطس 1978 في دراس، ألبانيا، هو ملاكم محترف ألباني يصنف ضمن فئة الوزن المتوسط.

## إحصائيات
خاض خلال مسيرته 37 نزالا، فاز في 29 ولم يتعادل وخسر في 8. فاز بالضربة القاضية في 5 نزالا.

## روابط خارجية
- كريشنيك كاتو على موقع بوكس ريك (الإنجليزية) (registration required)